# Улица Циолковского (Екатеринбург)
У́лица Циолко́вского (до 1938 — 5-я Загородная) — улица в жилом районе «Южный» Чкаловского, Октябрьского (дома восточнее Белинского) и Ленинского (дома западнее улицы Серова) административных районов Екатеринбурга.

## Происхождение и история названий
Первоначальное название 5-я Загородная улица получила потому, что на момент планирования её трассировки она находилась за городской чертой и входила в систему семи Загородных улиц, находившихся южнее современной улицы Большакова. Своё современное название улица получила в 1930-х годах в честь выдающегося русского учёного Константина Эдуардовича Циолковского (1857—1935).

## Расположение и благоустройство
Улица Циолковского идёт с запада на восток между улицами Авиационной и Щорса. Начинается от пересечения с Московской улицей и заканчивается у Т-образного перекрёстка у улицы Машинной. Пересекается с улицами Айвазовского, Серова, Союзной, 8 Марта, Степана Разина, Чапаева и Чайковского. Слева на улицу выходят переулок Снайперов и улица Сурикова, справа улица Цвиллинга. Протяжённость улицы составляет около 2300 метров. Ширина проезжей части в среднем — около 6-7 м (по одной полосе в каждую сторону движения).
На протяжении улицы имеются шесть светофоров. На участке от Московской до Степана Разина застроена в основном современными высотными домами и жилыми комплексами. От Степана Разина до Машинной сохраняется преимущественно советская застройка разных времён. Хорошо благоустроен участок улицы от Московской до 8 Марта, где находятся самые широкие тротуары и велодорожки.

## История

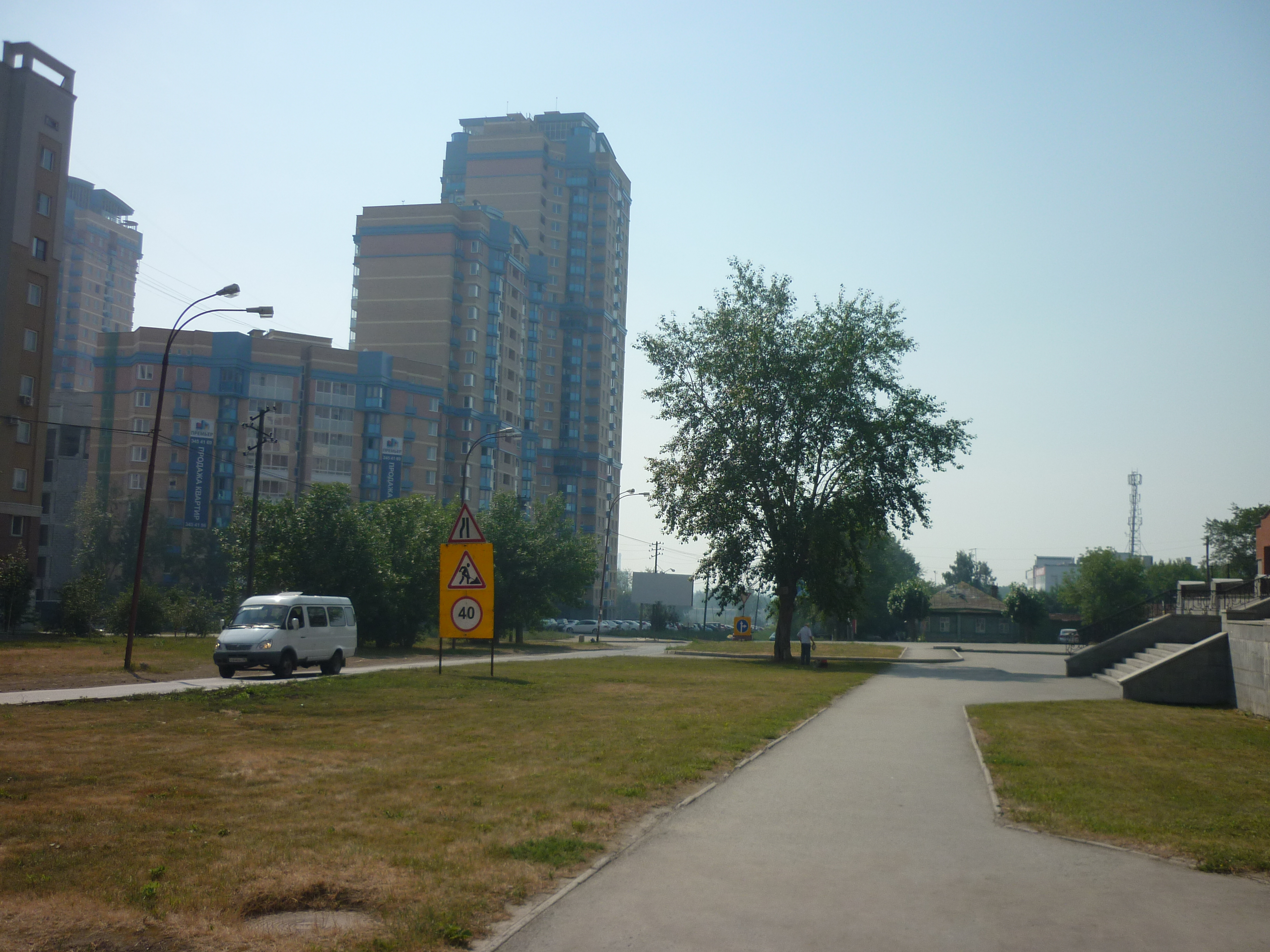
Жилой комплекс "Премьер", вид с ул. Серова.

Улица была предусмотрена ещё планом Екатеринбурга 1826 года, но была безымянной. Все последующие генеральные планы города также предусматривали на её месте трассировку улицы. К началу XX века получила номерное название 5-я Загородная. Застраивалась улица гораздо позднее — уже в 1930-х годах. К 1947 году полностью застроена.
В 1940-х- 1950-х годах участок улицы между улицами 8 Марта и Белинского был застроен двух- и трёхэтажными жилыми домами. В конце 2000-х годов на улице Циолковского (между улицами Серова и Союзной) на месте бывшего частного сектора началось строительство нескольких многоэтажных (12-14 этажей) жилых домов микрорайона «Юг Центра» и двух высотных 25-этажных домов жилого комплекса «Премьер».

## Транспорт

### Наземный общественный транспорт
Движение наземного общественного транспорта по улице не осуществляется.

### Ближайшие станции метро
В 300 м севернее перекрёстка улиц 8 Марта-Циолковского находится станция метро  «Чкаловская».